# Michałowo (gmina)
La gmina de Michałowo est une commune urbaine-rurale (depuis le 1er janvier 2009) de Pologne. Avant cette date, la commune était rurale de la voïvodie de Podlachie et du powiat de Białystok. 

## Géographie
Elle s'étend sur 409,19 km2 et comptait 7 263 habitants en 2006. Son siège est la ville de Michałowo qui se situe à environ 31 kilomètres à l'est de Białystok.

## Villages
Hormis la ville de Michałowo, la gmina de Michałowo comprend les villages et localités de Bachury, Bagniuki, Barszczewo, Bieńdziuga, Bołtryki, Bondary, Borsukowizna, Brzezina, Budy, Cisówka, Ciwoniuki, Dublany, Garbary, Gonczary, Gorbacze, Hieronimowo, Hoźna, Jałówka, Julianka, Juszkowy Gród, Kalitnik, Kamienny Bród, Kazimierowo, Kituryki, Kobylanka, Kokotowo, Kokotowo-Leśniczówka, Koleśne, Kondratki, Kopce, Kowalowy Gród, Krugły Lasek, Krukowszczyzna, Krynica, Kuchmy-Kuce, Kuchmy-Pietruki, Kuryły, Leonowicze, Lewsze, Maciejkowa Góra, Majdan, Marynka, Michałowo-Kolonia, Mościska, Mostowlany-Kolonia, Nowa Łuplanka, Nowa Wola, Nowe Kuchmy, Nowosady, Odnoga-Kuźmy, Osiedle Bondary, Oziabły, Pieńki, Pieńki-Kolonia, Planty, Pólko, Potoka, Rochental, Romanowo, Rudnia, Rybaki, Sacharki, Sokole, Stanek, Stara Łuplanka, Stare Kuchmy, Supruny, Suszcza, Świnobród, Szymki, Tanica Dolna, Tanica Górna, Tokarowszczyzna, Topolany, Tylwica, Tylwica-Kolonia, Tylwica-Majątek, Wierch-Topolany, Zajma, Zaleszany et Żednia.

## Gminy voisines
La gmina de Michałowo est voisine des gminy de Gródek, Narew, Narewka et Zabłudów. Elle est aussi voisine de la Biélorussie.